# Raionul Putîvl, Sumî
Putîvl (în ucraineană Путивльський район, transliterat: Putîvlskîi raion) este un raion în regiunea Sumî, Ucraina. Reședința sa este orașul Putîvl.

## Demografie
Componența lingvistică a raionului Putîvl
     Rusă (61,02%)
     Ucraineană (38,68%)
     Alte limbi (0,14%)
Conform recensământului din 2001, majoritatea populației raionului Putîvl era vorbitoare de rusă (61,02%), existând în minoritate și vorbitori de ucraineană (38,68%).